# Gladstone, Oregon
Gladstone là một thành phố nằm trong Quận Clackamas, Oregon, Hoa Kỳ. Theo điều tra dân số năm 2000, thành phố có tổng dân số là 11.438 người. Ước tính năm 2007 là 12.200 cư dân. Gladstone là một cộng đồng ngoại ô rộng 4 dặm vuông Anh (10 km²), cách thành phố Portland khoảng 12 dặm Anh (19 km) về phía nam tại nơi hợp lưu của Sông Clackamas và Sông Willamette. Ngang Sông Clackamas về phía nam là Thành phố Oregon, ngang Sông Willamette là thành phố West Linn, ở phía bắc là thành phố Milwaukie. Ở những khu vực cao hơn, người ta có thể nhìn thấy Núi Hood một cách dễ dàng trong tầm xa về phía đông bắc và tại một số nơi cũng có thể nhìn thấy Núi Adams và Núi St. Helens.

## Địa lý
Thành phố có ranh giới hai phía bởi các con sông. Xa lộ Liên tiểu bang 205 chạy qua rìa phía đông của thành phố về hướng nam đến Thành phố Oregon. Đại lộ McLoughlin cũng chạy theo hướng bắc-nam nhưng đi qua rìa phía tây của thành phố.
Bên trong thành phố, các con phố chính là Đại lộ Portland chạy từ trường trung học băng qua giữa phố cổ Gladstone đến bờ sông; Webster chạy dọc rìa phía đông của phố cổ Gladstone từ xa lộ cao tốc và con sông ở phía bắc vào khu đồi; và Lộ Oatfield uốn khúc băng qua các ngọn đồi và chạy xuống rồi vào thành phố Milwaukie.
Theo Cục điều tra dân số Hoa Kỳ, thành phố có tổng diện tích là 2,5 dặm vuông Anh (6,5 km²) trong đó đất chiếm 2,5 dặm vuông (6,4 km²) và nước chiếm 0,1 dặm vuông (0,1 km²) hay 1.98%.